# Visa från Utanmyra
Visa från Utanmyra, även kallad O tysta ensamhet, är en traditionell svensk folkmelodi. Den har tolkats av jazzmusikern Jan Johansson och ingår i albumet "Jazz på svenska" (1964).

## Översikt

Olof von Dalin, författare till "O tysta ensamhet"-versionen.

Reser Anna Larsdotter, Sollerön.

Till melodin finns två kända texter. Den äldsta, av Olof von Dalin, inleds med "O tysta ensamhet" med samma titel. Den nyare, och den som kanske idag är mest känd, börjar "Endast en gång såg jag den man" och är skriven av Björn Lindroth med titeln "Visa från Utanmyra". 
Utanmyra är en by som ligger på Sollerön i Siljan i Dalarna. Låten upptecknades av Nils Andersson på den spelmanstävling som ägde rum, på Anders Zorns initiativ, i Gesunda 1906. Den framfördes där på vallhorn av Reser Anna Larsson som var från Utanmyra. "Visa från Utanmyra" ingår i låtsamlingen "Svenska låtar" från början av 1900-talet.

## Tolkningar
Folkmelodin fick större spridning efter att jazzmusikern Jan Johansson hittade den i låtsamlingen "Svenska låtar". Den sistnämnde spelade in sin tolkning på skivan "Jazz på svenska" från 1964.
Den har därefter tolkats av ett flertal artister. Bland dessa märks Arne Domnérus, Monica Zetterlund, Wintergatan, Jon Magnusson, Albin Lee Meldau. Tolkningar av densamma har även gjorts på norska och samiska.

## Text av Olof von Dalin
O tysta ensamhet,

var skall jag nöjen finna?

Bland sorg som ingen vet

skall mina dar förrinna.

En börda tung som sten

mig möter vart jag går.

Bland tusen finns knappt en,

som kärlek rätt förstår.

Det är den tyngsta sorg,

som jorden månde bära.

Att man skall mista bort

sin allra hjärtans kära.

Det är den tyngsta sorg

som solen övergår.

Att man skall älska den

man aldrig nånsin får.

Ett rent och ädelt sinn,

en dygd som ensamt blänker,

en mun som talar ett

med allt vad hjärtat tänker.

Jag tror en sådan vän

är mer än mycket rar.

Var skall jag finna den

som dessa dygder har?

Emellan dig och mig

där tändes upp en låga

där tändes upp en eld

som är en daglig plåga.

Hur skall jag dämpa den

vet jag alls ingen rå',

jag sörjer till min död

om jag dig ej kan få.

## Uppteckning
Noterna till ”O tysta ensamhet” såsom den står noterad i Svenska låtar upptecknad efter Reser Anna Larsson.